# Estadio Alphonse Massemba-Débat
El Estadio Alphonse Massemba-Débat (en francés: Stade Alphonse Massemba-Débat) hasta 1993 llamado Stade de la Révolution, es un estadio multiusos localizado en la ciudad de Brazaville, y es el estadio nacional de la República del Congo. El recinto inaugurado en 1965 lleva el nombre de Alphonse Massamba-Débat, expresidente de la república entre los años 1963 y 1968. Se utiliza para partidos de fútbol y posee también una pista de atletismo y una cancha de balonmano. 
Acoge los partidos de la Selección de fútbol de la República del Congo y de los clubes locales Diables Noirs, CARA Brazzaville, Étoile du Congo e Inter Club Brazzaville, que disputan la Liga nacional de fútbol. Posee una capacidad para recibir hasta 33.037 personas.
Fue el lugar de celebración de los primeros Juegos Panafricanos en 1965 y del Campeonato Africano de Atletismo de 2004.